# Életem asszonya
Az Életem asszonya (eredeti cím: La mujer de mi vida) 1998 és 1999 között vetített venezuelai telenovella, amelyet José Antonio Ferrara és Yaky Ortega rendezett. A főbb szerepekben Natalia Streignard, Mario Cimarro, Mara Croatto, Lorena Meritano és Anna Silvetti látható.
Venezuelában 1998. szeptember 23-án a Univision, Magyarországon 2000-ben került adásba a Zone Romanticán.

## Történet
Valentino beleszeret Barbarita-ba. Mivel Valentino édesanyja, Ricarda ellenzi a kapcsolatot, titokban házasodnak össze. Útban a nászútjuk felé, azonban balesetet szenvednek. Ricarda Barbarita-t teszi felelőssé fia halála miatt, mivel ő vezette az autót. Ezután a Thompson-család mindent megtesz, hogy lehetetlenné tegye a lány életét. Antonio Adolfo, Valentino öccse bosszúból magába bolondítja a lányt, de ő maga esik a csapdába, beleszeret Barbarita-ba. Mielőtt feleségül vehetné őt, visszatér Valentino, aki annak idején hatalmas összeget sikkasztott el a cégtől és ezért megrendezte a halálát. Valentino elveszítette az emlékezetét, de szeretné visszakapni a feleségét. Barbarita a kisfia miatt – akinek Ricarda lett a gyámja – visszatér Valentinóhoz. Valentinót nem sokkal később meggyilkolják és a gyanú Barbarita-ra terelődik. Barbarita börtönbe kerül és ezután legfőbb célja az lesz, hogy visszaszerezze a fiát és bosszút álljon a Thompson-családon.

## Szereplők
| Színész             | Szerep                               | Magyar hang                                     | Megjegyzés                                                |
| ------------------- | ------------------------------------ | ----------------------------------------------- | --------------------------------------------------------- |
| Natalia Streignard  | Bárbara "Barbarita" Ruiz de Thompson | Stéfán Bodor Mária                              | Emilia és Severo lánya, Caridad „unokahúga”               |
| Mario Cimarro       | Antonio Adolfo Thompson              | Szőke Kavinszki András                          | Ricarda fia, Valentino testvére                           |
| Lorena Meritano     | Alexandra Montesinos De Thompson     | Sólyom Katalin (1. hang) Molnár Júlia (2. hang) | Severo lánya                                              |
| Anna Silvetti       | Ricarda Thompson                     | Csíki Ibolya                                    | Valentino és Antonio Adolfo édesanyja                     |
| Mara Croatto        | Katiuska Cardona                     | Tóth Tünde                                      | Valenetino szeretője                                      |
| Lili Rentería       | Emilia Sulbarán                      | Firtos Edit                                     | Bárbara édesanyja, Freddy nevelőanyja                     |
| Marcela Cardona     | Susana "Susy" Ruiz Morales           | Sas Gabriella                                   | Modell, Caridad lánya                                     |
| Nury Flores         | Caridad Ruíz                         | Rácz Mari                                       | Susy édesanyja, Bárbara „nagynénje”                       |
| Germán Barrios      | Severo Montesinos                    | Dobos Imre                                      | Ügyvéd, Alexandra és Bárbara édesapja, Guadalupe testvére |
| Lino Ferrer         | Paquito                              | Daróczy István                                  | Caridad barátja                                           |
| Flor de Loto        | Guadalupe Montesinos                 | Körner Anna                                     | Severo testvére                                           |
| Ivon D'Liz          | Chela Pérez                          | Bathó Ida (1. hang) Fábián Enikő (2. hang)      | Házvezetőnő a Thompson-házban                             |
| Humberto Rossenfeld | Renato García                        | Szabó Barna                                     | Ügyvéd, Lola fia, Larry testvére, Jessica férje           |
| Carlos Cuervo       | Larry García                         | Lélek Sándor                                    | Lola fia, Renato testvére                                 |
| Frank Falcon        | Freddy                               | Dimény Levente                                  | Emilia fogadott fia                                       |
| Alexa Kuve          | Ángela                               |                                                 | Emilia barátnője                                          |
| Claudia Reyes       | Jessica Duarte                       | Németi Emese                                    | Alexandra barátnője, Renato felesége                      |
| Omar Moynelo        | Santiago Olmos                       | Török Sándor (1. hang) Árkosi Adrián (2. hang)  | Emilia fogadott testvére                                  |
| Orlando Casín       | Don Pipo                             | Hajdú Géza                                      | Caridad barátja                                           |
| Liz Coleandro       | Lola García                          | Fábián Enikő                                    | Jós, Larry és Renato édesanyja                            |
| Rosa Felipe         | Nana María                           | Bányai Irén                                     | Emilia dajkája                                            |
| Fernando Carrera    | Fernando Marín                       |                                                 | Bárbara ügyvédje, Guillermo fia, Margarita testvére       |
| Martha Mijares      | Teresa Bustillos                     | Bató Ida (1. hang) Márton Erzsébet (2. hang)    | Pili édesanyja                                            |
| Ileanna Simancas    | Pilar Reyes                          | Kovács Márta                                    | Alexandra barátnője, Teresa és Eleazar lánya              |
| Juan Troya          | Germán                               | Török Sándor                                    | A Thompson-család sofőrje                                 |
| Yina Vélez          | Rosi                                 | Szőke Gabriella                                 | Cseléd a Thompson-házban                                  |
| Félix Manrique      | Valentino 'Tinito' Thompson Ruíz     | Hanyecz Róbert                                  | Bárbara és Valentino fia                                  |
| Pablo Durán         | Juan Pablo González                  | Piroska Katalin                                 | Antonio Adolfo barátja                                    |
| Vicente Passariello | El Gato                              | Árkosi Adrián                                   | Larry barátja és munkatársa                               |
| Rosángel Querales   | Inés Rondón                          | Molnár Júlia (1. hang) Gajai Ágnes (2. hang)    | Bárbara barátnője                                         |
| Gellerman Baralt    | Valentino Thompson Reyes             | Kovács Levente                                  | Ricarda fia, Antonio Adolfo testvére                      |

## Fordítás
- Ez a szócikk részben vagy egészben  a   La mujer de mi vida című spanyol Wikipédia-szócikk fordításán alapul.  Az eredeti cikk szerkesztőit annak laptörténete sorolja fel. Ez a jelzés csupán a megfogalmazás eredetét és a szerzői jogokat jelzi, nem szolgál a cikkben szereplő információk forrásmegjelöléseként.